# Pawieł Fłorienski

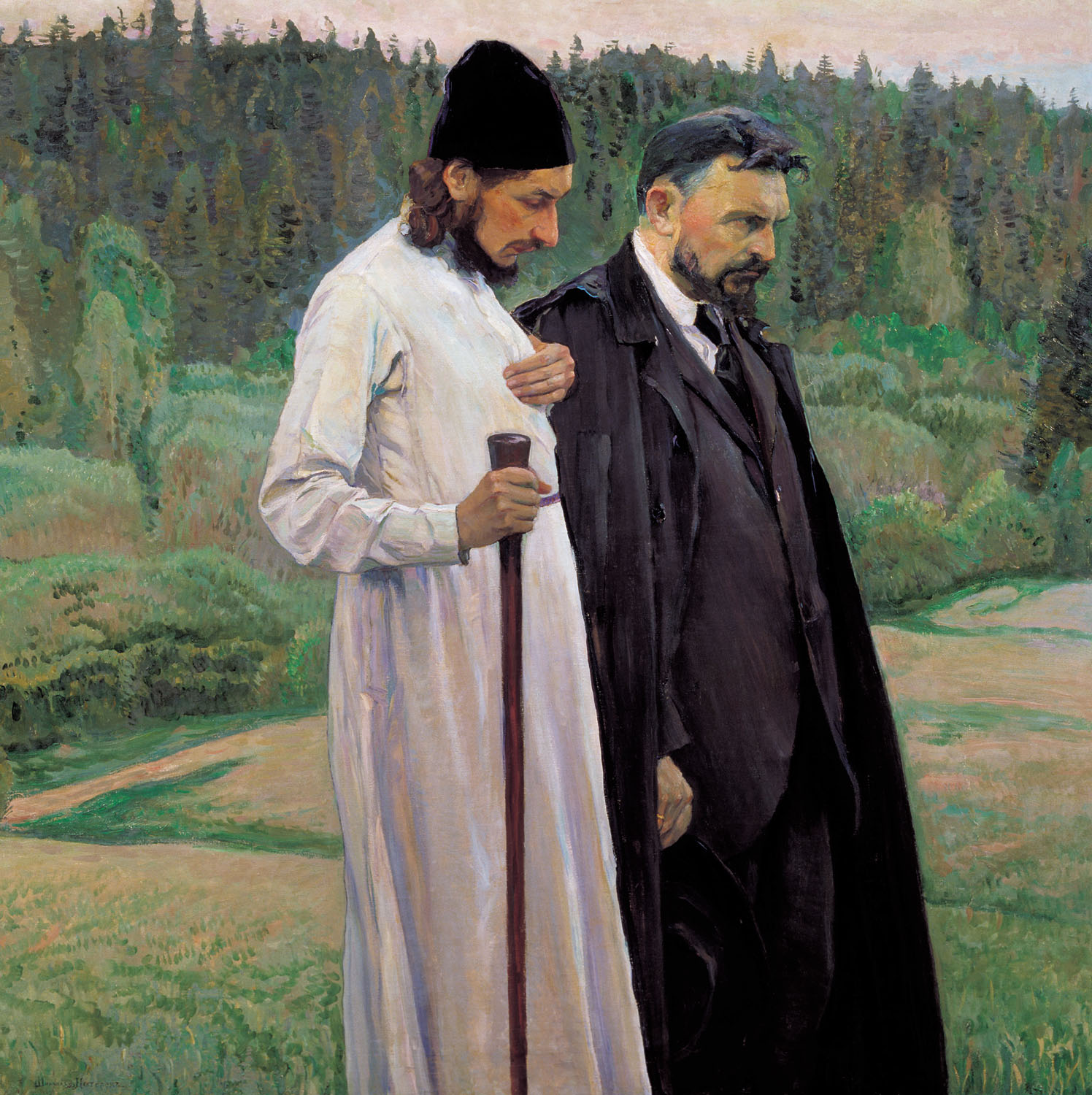
Pawieł Fłorienski (po lewej) i Siergiej Bułgakow (Michaił Niestierow, Filozofowie, 1917)

Pawieł Aleksandrowicz Fłorienski (ros. Павел Александрович Флоренский, ur. 9 stycznia?/21 stycznia 1882 w Jewłachu, zm. 8 grudnia 1937 w Leningradzie) – rosyjski polihistor: duchowny i teolog prawosławny, filozof, esteta, biolog, fizyk, elektrotechnik, chemik, matematyk, wynalazca, poliglota i poeta. Nikołaj Bierdiajew zaliczał Fłorienskiego do grona egzystencjalistów.

## Życiorys

### Czasy carskie
Pawieł Fłorienski był synem inżyniera pracującego przy budowie kolei zakaukaskiej, Aleksandra Fłorienskiego, oraz pochodzącej z ormiańskiej szlachty Olgi (Salome) Saparowej (Saparaszwili-Saparian). W latach dziecięcych, wzorem rodziców, był niepraktykujący.
Ukończył gimnazjum w Tyflisie z wyróżnieniem i pierwszą lokatą. Jednym z jego kolegów klasowych był Lew Kamieniew.
Absolwent Wydziału Fizyczno-Matematycznego Uniwersytetu Moskiewskiego, gdzie studiował w latach 1900–1904, tworząc między innymi pracę pod tytułem „Fikcje w geometrii” będącą rozwinięciem teorii względności Alberta Einsteina. Nie skorzystał z możliwości pracy w charakterze asystenta na rodzimej uczelni i podjął dalsze studia, tym razem na Moskiewskiej Akademii Duchownej, gdzie od 1908 był docentem Katedry Historii Filozofii. W tym okresie Fłorienski wahał się między duchowieństwem a życiem zakonnym, które odradził mu jego opiekun duchowy, biskup Antoni Fłoriensow.
W 1911 zawarł związek małżeński z Anną Giacyntową, a niedługo później został wyświęcony na kapłana. Owocem pracy naukowej młodego duchownego z tego okresu była praca doktorska O prawdzie duchowej, która rozbudowana w 1914, została wydana jako Filar i podpora prawdy i szybko doceniona jako jedna z najwybitniejszych prac zakresu filozofii prawosławnej.

### Czasy radzieckie
Po rewolucji październikowej nie zaprzestał wykładów na Moskiewskiej Akademii Duchownej, z którą związany był do 1926, jednocześnie w latach 1918–1920 pełniąc funkcję sekretarza naukowego w Komisji ochrony zabytków i historii sztuki Ławry Troicko–Sergiejewskiej. Od 1920 pracował w zakładach „Karbolit” zajmujących się produkcją plastiku, a od 1921 był profesorem w Katedrze Analizy Przestrzeni. W 1927 został redaktorem Wielkiej Radzieckiej Encyklopedii technicznej, w tym też okresie prowadził ożywioną pracę naukową głównie z zakresu elektrotechniki i w 1928 objął kierownictwo nad Wszechzwiązkowym Instytutem Elektrotechnicznym. 5 stycznia 1930 awansował na pomocnika dyrektora do spraw naukowych tegoż instytutu, a 4 maja 1932 został członkiem Komisji do spraw standaryzacji znaczeń, terminów i symboli przy Radzie Pracy. W latach 20. XX wieku opatentował 12 swoich wynalazków, głównie z dziedziny chemii i elektrotechniki, w tym olej do maszyn Dekanit (1927).
Uczestniczył w licznych konferencjach naukowych, zawsze będąc ubrany w sutannę i nosząc krzyż na piersi. Według jednej z historii nie zgodził się na zmianę szaty na świecką nawet proszony przez Lwa Trockiego, który zaprosił go na zjazd sowieckich inżynierów. Pozostał wierny tępionemu przez władze państwowe patriarsze Tichonowi. Był ostro atakowany przez prasę w tym między innymi „Bolszewika” i „LEF. Żurnał Lewogo Fronta” za szerzenie „religijnej ciemnoty”.
W 1928 po raz pierwszy został aresztowany pod zarzutem działalności kontrrewolucyjnej i zesłany na parę miesięcy do Niżnego Nowogrodu. Do drugiego aresztowania doszło 25 lutego 1933, pod zarzutem „członkostwa w kierowniczym centrum kontrrewolucyjnej organizacji «Partia Odrodzenia Rosji»”. W wyniku przesłuchań, duchowny został zmuszony do przyznania się, iż był głównym ideologiem organizacji i został skazany na 10 lat pobytu w obozach karnych. Już w czasie jego pobytu na zesłaniu zostały skonfiskowane jego notatki i gotowe do druku książki. Przez blisko rok pracował w Stacji Naukowo-Badawczej w Skoworodinie i Swobodnym, gdzie prowadził badania nad strukturą wiecznej zmarzliny i ewentualną możliwością jej wykorzystania w gospodarce. Efekty badań zostały opublikowane w książce Wiecznaja mierzłota i stroitielstwo na niej Nikołaja Bykowa i Pawła Kaptieriewa. Zesłany następnie do łagrów na Wyspach Sołowieckich, prowadził badania nad pozyskaniem jodu z wodorostów i możliwościami jego wykorzystania. Według relacji świadków dalej prowadził posługę duszpasterską, ciesząc się dużym autorytetem współwięźniów.
W 1937 został przeniesiony w wyniku reorganizacji obozu do Leningradu, a tam następnie w wyniku decyzji trojki NKWD, rozstrzelany 8 grudnia 1937. Według legendy ojca Fłorienskiego skazano za nieujawnienie miejsca ukrycia głowy św. Sergiusza Radoneżskiego, poszukiwanej przez władze w celu zniszczenia (relikwia została przekazana w 1946 do klasztoru Św. Trójcy w mieście Siergijew Posad, przez Pawła Gołubcowa). Oficjalnie według danych radzieckich, Pawieł Fłorienski zmarł 8 grudnia 1943, gdzieś na Syberii, jednak według ujawnionych po rozpadzie ZSRR dokumentów NKWD, najprawdopodobniej został stracony na poligonie artyleryjskim opodal Toksowa, który znajduje się ok. 20 kilometrów na północny wschód od Petersburga i został pochowany w tajnym grobie zbiorowym w Koirangakangas pod Toksowem, wraz z 30 tys. innych ofiar egzekucji.

### Wydarzenia pośmiertne
5 maja 1958, postanowieniem moskiewskiego sądu, został pośmiertnie zrehabilitowany.
Jego syn, Kiriłł Fłorienski był astronomem i geologiem. Krater Fłorienski nazwano imieniem Kiriłła Fłorienskiego.
Jan Paweł II wymienia Fłorienskiego jako przykład owocnej relacji między filozofią a słowem Bożym w 74 punkcie encykliki Fides et ratio, wydanej 14 września 1998. Z kolei w tzw. katechezie środowej, wygłoszonej w czasie audiencji generalnej 13 lutego 2013, papież Benedykt XVI widzi w nim przykład naukowca nawróconego do Boga: najpierw agnostyka, wrogo nastawionego do nauki religii w szkole, a z czasem mnicha, przekonanego, że nie można żyć bez Boga.

## Polskie przekłady
- Ikonostas i inne szkice, wybrał, przeł. i przypisami opatrzył Zbigniew Podgórzec; wstęp Jerzy Nowosielski, Warszawa: „Pax” 1981.
- Sól ziemi czyli Opowieść o życiu starca pustelni Getsemani hieromnicha Abby Izydora, zebrał i po porządku przedstawiona przez Jego niegodnego syna duchowego Pawła Fłorienskiego, przeł., a takoż przypisami i koment. opatrzył Henryk Paprocki, Białystok: Bractwo Młodzieży Prawosławnej w Polsce 1996.
- Sens idealizmu. Metafizyka rodzaju i oblicza oraz inne pisma, wybór i oprac. Teresa Obolevitch, Paweł Rojek; przeł. Teresa Obolevitch, Paweł Rojek, Bogdan Strachowski; wstęp Piotr Przesmycki, Warszawa: Wydawnictwo Instytutu Filozofii i Socjologii PAN 2009.
- Filar i podpora prawdy, przełożył Jacek Chmielewski, Warszawa: Wydawnictwo KR 2009.
- Moim dzieciom : wspomnienia dawnych dni : (fragmenty), przełożyła Justyna Kroczak, Zielona Góra : Oficyna Wydawnicza Uniwersytetu Zielonogórskiego, 2016.